# Реакція Прилежаєва
Реа́кція Прилежа́єва — реакція окиснення алкенів при дії надкислот, що веде до утворення епоксидів (оксиранів). Реакція була відкрита російський хіміком Миколою Прилежаєвим у 1909 році.
Епоксидування протікає через стадію утворення перехідного комплексу (так званого баттерфляй-стану):
Оскільки більшість надкислот є нестійкими і мають зберігатися за низьких температур, коло речовин, придатних до застосування, суттєво обмежене. Традиційним є використання м-хлоропероксибензойної кислоти, застосовуючи ефіри, бензен і метиленхлорид як розчинник:
Нині поширення набула магнієва сіль пероксофталевої кислоти — її можна використовувати вже у водних сумішах з іншими органічними розчинниками:
 (вихід триметилоксирану — 98%)